# 프랜시닐손 산토스 미렐레스
프랜시닐손 산토스 미렐레스(포르투갈어: Francinilson Santos Meirelles, 1990년 5월 3일 ~ )는 브라질 출생의 축구 선수로 포지션은 공격수 겸 공격형 미드필더이다.
K리그 등록명은 마라냥이었다.

## 선수생활
2014년 시즌 중반 K리그 챌린지 대전 시티즌으로 단기 임대이적하였으며, 2014 K리그 챌린지 28라운드 베스트 일레븐 선정되었으며, 팀의 K리그 챌린지 2014 우승을 이끌었다.
2015년 수원 삼성 블루윙즈의 로저와 차페코엔세에 동반입단하였다.

## 수상

### 클럽

#### 대전 시티즌
- K리그 챌린지
  - 우승 1회 : 2014